# Fort-Mardyck
Fort-Mardyck (flam. Fort-Mardijk) to miejscowość i gmina we Francji, w regionie Hauts-de-France, w departamencie Nord. Rozciąga się na obszarze ponad 140 ha między zachodnim a wschodnim portem Dunkierki.
Według danych na rok 2006 gminę zamieszkiwały 3586 osoby, a gęstość zaludnienia wynosiła 2543 osób/km².
Wśród 1549 gmin regionu Nord-Pas-de-Calais Fort-Mardyck plasuje się na 926. miejscu względem powierzchni.

## Historia

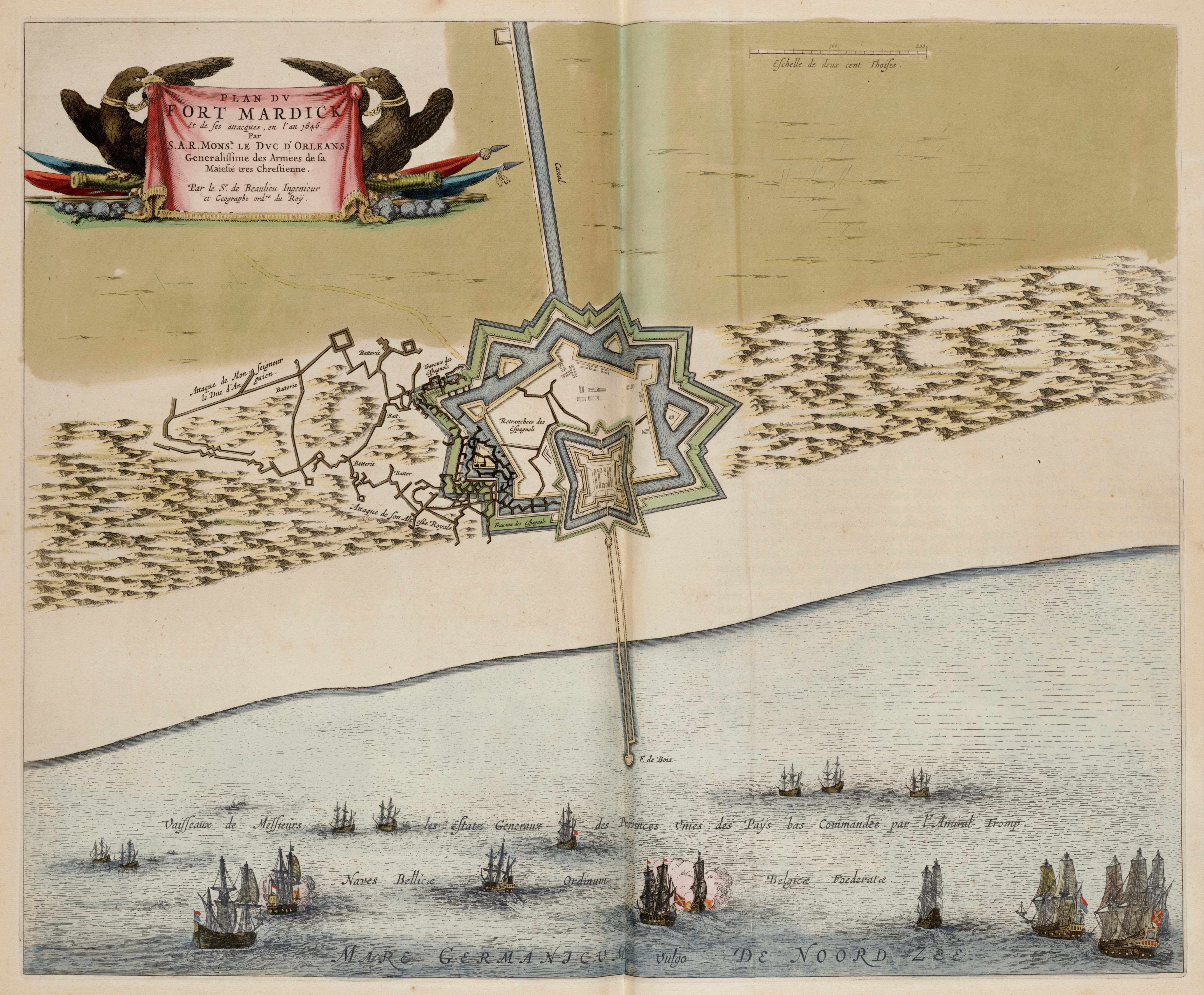
Mapa fortu Mardyck i oblężenia w 1646, z atlasu van Loona

Fort w Mardyck (czasem też: Mardic) został zbudowany w 1622 przez architekta Jeana Gamela dla Hiszpanów, którzy ówcześnie znajdowali się w posiadaniu Flandrii. Duża forteca (700 x 900 m) zbudowana na brzegu Morza Północnego miała za zadanie ochronę portu zachodniego Dunkierki. Każda próba zdobycia Dunkierki wymagała uprzedniego zdobycia fortu, który był kilkakrotnie zdobywany i tracony przez Francuzów między 1644 a 1658 aż do bitwy na wydmach, wygranej 14 czerwca 1658 przez marszałka Turenne przeciwko wojskom hiszpańskim dowodzonym przez Wielkiego Kondeusza i Don Juana de Austrię. Następnie fort wraz z Dunkierką został przekazany sprzymierzonym z Francją Anglikom.
Po śmierci Cromwella, po ponad czteroletnim panowaniu angielskim, szukający pieniędzy Karol II Stuart sprzedał Francji za pięć milionów liwrów Dunkierkę i Fort-Mardyck w 1662. Następnie Ludwik XIV nakazał zniszczenie fortu. Jean-Baptiste Colbert zdecydował o ustanowieniu kolonii rybackiej na wolnym terenie. Wioska rozwinęła się dzięki wyprawom na łowiska w pobliżu Islandii.
Dekret cesarski z 12 lutego 1867 ustanowił Fort-Mardyck niezależną jednostką administracyjną i potwierdził przywileje rybackie. W 1930 mieszkańcy poprosili o zniesienie przywileju, który uniemożliwiał budowę nowych sklepów i budynków. Specjalny status Fort-Mardyck został zniesiony jednak przez Zgromadzenie Narodowe dopiero 31 lipca 1962.

## Demografia
Dane demograficzne na podstawie danych INSEE.
| 1962 | 1968 | 1975 | 1982 | 1990 | 1999 | 2006 |
| 3252 | 4007 | 4802 | 4229 | 4074 | 3770 | 3586 |